# Пахна
Па̀хна (на гръцки: Πάχνα) е село в Кипър, окръг Лимасол. Според статистическата служба на Република Кипър през 2001 г. селото има 967 жители.
Намира се в планината Троодос.